# Zone Information Protocol
Zone Information Protocol (ZIP) ist ein Begriff aus der Informatik.
Das Zone Information Protocol, oder kurz ZIP, ist ein Protokoll zur Gruppierung von Netzknoten in einem AppleTalk-Netz. Im Rahmen des Name Binding-Protokoll wird Zone Information Protocol benutzt, um die Knoten in einem Netz zu bestimmen, die zu einer bestimmten Zone gehören.
Eine Zone ist eine logische Gruppierung von Netzknoten, welche mit der physikalischen Zuordnung zu Netzwerksegmenten nicht übereinstimmen muss.
Es ist definiert in RFC 1742.
Das Protokoll gehört zur Sitzungsschicht.

## Der AppleTalk-Protokollstapel
Die AppleTalk-Protokolle lassen sich in mehrere Schichten einteilen, die einen Protokollstapel (protocol stack) bilden.
Die Protokolle lassen sich wie folgt in das ISO-OSI-Referenzmodell einordnen:
| OSI-Schicht | AppleTalk Protokollstapel | AppleTalk Protokollstapel | AppleTalk Protokollstapel | AppleTalk Protokollstapel | AppleTalk Protokollstapel | AppleTalk Protokollstapel | AppleTalk Protokollstapel |
| 7           |                           |                           | AFP                       | PAP                       |                           |                           |                           |
| 6           |                           |                           | AFP                       | PAP                       |                           |                           |                           |
| 5           | ZIP                       | ZIP                       | ASP                       |                           |                           | ADSP                      |                           |
| 4           |                           | ATP                       | ATP                       | AEP                       | NBP                       |                           | RTMP                      |
| 3           | DDP                       | DDP                       | DDP                       | DDP                       | DDP                       | DDP                       | DDP                       |
| 2           |                           | LLAP                      | ELAP                      | TLAP                      | FDDI                      | ←AARP                     |                           |
| 1           |                           | LocalTalk                 | Ethernet Treiber          | Token Ring Treiber        | FDDI Treiber              |                           |                           |